# Tobias Fröier
Tobias Fröier (ur. 27 września 2005 w Örnsköldsvik) – szwedzki skoczek narciarski. Uczestnik mistrzostw świata juniorów (2024) oraz zimowego olimpijskiego festiwalu młodzieży Europy (2023). Medalista mistrzostw kraju.
Skoki narciarskie uprawiał również jego wujek, Rickard Fröier.
W styczniu 2019 w Otepää zajął 13. lokatę w mistrzostwach krajów nordyckich juniorów. W listopadzie 2021 w Falun zadebiutował w FIS Cupie, plasując się dwukrotnie pod koniec piątej dziesiątki (zajmując przedostatnie i ostatnie miejsce). W styczniu 2022 w Orkdal zajął 11. miejsce w mistrzostwach krajów nordyckich juniorów. W styczniu 2023 wystartował na zimowym olimpijskim festiwalu młodzieży Europy, zajmując 32. lokatę indywidualnie.
Jest medalistą mistrzostw Szwecji – latem 2019 zwyciężył w konkursie indywidualnym na skoczni normalnej, a rok później w tej samej rywalizacji sięgnął po brązowy medal, a latem 2022 ponownie triumfował.

## Mistrzostwa świata juniorów

### Indywidualnie
| 2024 Planica | – | 42. miejsce |

### Starty T. Fröiera na mistrzostwach świata juniorów – szczegółowo
| Miejsce | Dzień    | Rok  | Miejscowość | Skocznia           | Punkt K | HS     | Konkurs  | Skok 1 | Skok 2 | Nota     | Strata    | Zwycięzca        |
| ------- | -------- | ---- | ----------- | ------------------ | ------- | ------ | -------- | ------ | ------ | -------- | --------- | ---------------- |
| 42.     | 8 lutego | 2024 | Planica     | Srednja skakalnica | K-95    | HS-102 | indywid. | 82,0 m | –      | 96,4 pkt | 170,3 pkt | Stephan Embacher |

## Zimowy olimpijski festiwal młodzieży Europy

### Indywidualnie
| 2023 Friuli-Wenecja Julijska/ Planica | – | 32. miejsce |

### Starty T. Fröiera na zimowym olimpijskim festiwalu młodzieży Europy – szczegółowo
| Miejsce | Dzień       | Rok  | Miejscowość | Skocznia           | Punkt K | HS     | Konkurs  | Skok 1 | Skok 2 | Nota     | Strata    | Zwycięzca        |
| ------- | ----------- | ---- | ----------- | ------------------ | ------- | ------ | -------- | ------ | ------ | -------- | --------- | ---------------- |
| 32.     | 23 stycznia | 2023 | Planica     | Srednja skakalnica | K-95    | HS-102 | indywid. | 85,0 m | –      | 96,1 pkt | 172,7 pkt | Stephan Embacher |

## FIS Cup

### Miejsca w poszczególnych konkursach FIS Cupu
stan po zakończeniu sezonu 2023/2024
| Sezon 2021/2022                                                               |               |                  |                  |                  |                  |             |             |                  |                  |               |               |             |             |                  |                  |               |               |                |                |              |               |               |        |        |        |        |        |        |        |        |        |        |        |        |        |        |        |        |   |   |   |
| Otepää HS97                                                                   | Otepää HS97   | Kuopio HS100     | Kuopio HS127     | Einsiedeln HS117 | Einsiedeln HS117 | Ljubno HS94 | Ljubno HS94 | Villach HS98     | Villach HS98     | Lahti HS100   | Lahti HS100   | Falun HS100 | Falun HS100 | Kandersteg HS106 | Kandersteg HS106 | Notodden HS98 | Notodden HS98 | Zakopane HS105 | Villach HS98   | Villach HS98 | Oberhof HS100 | Oberhof HS100 | punkty |        |        |        |        |        |        |        |        |        |        |        |        |        |        |        |   |   |   |
| -                                                                             | -             | -                | -                | -                | -                | -           | -           | -                | -                | -             | -             | 50          | 48          | -                | -                | -             | -             | -              | -              | -            | -             | -             | 0      | 0      | 0      | 0      | 0      | 0      | 0      | 0      | 0      | 0      | 0      | 0      | 0      | 0      | 0      | 0      | 0 | 0 | 0 |
| Sezon 2023/2024                                                               |               |                  |                  |                  |                  |             |             |                  |                  |               |               |             |             |                  |                  |               |               |                |                |              |               |               |        |        |        |        |        |        |        |        |        |        |        |        |        |        |        |        |   |   |   |
| Szczyrk HS104                                                                 | Szczyrk HS104 | Einsiedeln HS117 | Einsiedeln HS117 | Villach HS98     | Villach HS98     | Râșnov HS97 | Râșnov HS97 | Kandersteg HS106 | Kandersteg HS106 | Notodden HS98 | Notodden HS98 | Falun HS100 | Falun HS100 | Szczyrk HS104    | Szczyrk HS104    | Oberhof HS100 | Oberhof HS100 | Zakopane HS140 | Zakopane HS140 | punkty       | punkty        | punkty        | punkty | punkty | punkty | punkty | punkty | punkty | punkty | punkty | punkty | punkty | punkty | punkty | punkty | punkty | punkty | punkty |   |   |   |
| -                                                                             | -             | -                | -                | -                | -                | -           | -           | -                | -                | 41            | 42            | 42          | 43          | -                | -                | -             | -             | -              | -              | 0            | 0             | 0             | 0      | 0      | 0      | 0      | 0      | 0      | 0      | 0      | 0      | 0      | 0      | 0      | 0      | 0      | 0      | 0      |   |   |   |
| Legenda                                                                       |               |                  |                  |                  |                  |             |             |                  |                  |               |               |             |             |                  |                  |               |               |                |                |              |               |               |        |        |        |        |        |        |        |        |        |        |        |        |        |        |        |        |   |   |   |
| 1 2 3 4-10 11-30 poniżej 30 dq – dyskwalifikacja - − zawodnik nie wystartował |               |                  |                  |                  |                  |             |             |                  |                  |               |               |             |             |                  |                  |               |               |                |                |              |               |               |        |        |        |        |        |        |        |        |        |        |        |        |        |        |        |        |   |   |   |